# Harry Potter and the Order of the Phoenix (jogo eletrônico)
Harry Potter e a Ordem da Fênix (Brasil) / Harry Potter e a Ordem da Fénix (Portugal) é um videojogo e computador baseado na adaptação cinematográfica do quinto livro da escritora J.K. Rowling, a ser lançado junto com o filme em Julho de 2007. As primeiras imagens do jogo foram mostradas numa conferência da Electronic Arts em 11\2006, que declarou que o ponto marcante do jogo é explorar o castelo de Hogwarts como nunca antes, enfrentando missões baseadas no livro/filme com algumas adaptações para o jogo.Foi lançado para XBOX 360, PC, PS3, WII, DS, PS2, PSP, GameBoy Advanced e Mac.

## História
Desde o ataque dos Dementadores em Little Whinging até aos combates épicos no Ministério da Magia, sinta a emoção da ação do quinto ano de Harry na Escola de Magia e Bruxaria de Hogwarts.
Com o mundo dos bruxos ignorante sobre o regresso de Voldemort, Harry recruta um pequeno grupo de companheiros e, em segredo, treina-os na prática de magias de defesa. O grupo adota o nome de "Armada de Dumbledore"(AD).
Pegue na varinha de Harry e explore os corredores escuros, salas secretas e vastos terrenos de Hogwarts. Compete em Mini-Games, fale com retratos encantados e aperfeiçoe o seu lançamento de feitiços.
Melhore a sua perícia como bruxo e prepare-se para combater Lord Voldemort e os seus terríveis Comensais da Morte no ano mais perigoso e exigente de Harry até agora.

## Jogabilidade
Neste capítulo, só Harry é jogável, e pode-se controlar em algumas fases Alvo Dumbledore, Sirius Black e os irmãos Fred e Jorge Weasley. Esse jogo tem o modo Free Play, que o permite explorar todo o ambiente, nesse caso, Hogwarts. O modo Free Play já existe em vários jogos como a série Grand Theft Auto. Esse jogo promete impressionar todos os fãs. Você poderá ir do vasto pátio até as passagens mais escondidas.
O jogo segue a história do livro, passando pelos seguintes eventos :
- Little Whinging - Dois dementadores atacam Harry e seu primo Duda, e Harry deve proteger a si mesmo e seu primo com o Expecto Patronum.
- Largo Grimmauld - Reveja Sirius Black, Giny Weasley, Rony Weasley e Hermione Granger e aprenda a usar o Accio, Depulso, Wingardium Leviosa e Reparo.
- Hogwarts - Vasculhe todos os cantos da escola em busca de segredos, que podem melhorar seus feitiços, faça missões e aprenda Incendio, Stupefy e Expelliarmus.
- Lições da AD na Sala Precisa - Reveja Neville Longbottom, Padma Patil, Parvati Patil, Luna Lovegood e outros alunos e aprenda Rictusempra, Reducto, Levicorpus, Protego e Petrificus Totalus.
- Natal em Largo Grimmauld - Reveja Arthur Weasley, Ninfadora Tonks, Lupin, Sirius Black, Kreacher, Hermione Granger, Rony Weasley e Ginny Weasley e, diferente da parte "Largo Grimmauld", vasculhe grande parte da casa de Sirius (não haverá pontos nas descobertas).
- Aulas de Oclumência e provas de Snape, Sprout e Flitwick - Reveja os professores e faça as tarefas. Não os ataque, ou ganhará detenções e perderá pontos (mas não são importantes).
- A fuga de Fred e Jorge - Acompanhe a última peripécia dos irmãos Weasleys contra Dolores Umbridge, destruindo caixas com fogos de artifício numa vassoura, lançando um dragão de fogo contra Dolores Umbridge e transformando partes da escola em um pântano.
- Invasão do Ministério da Magia - Acompanhe Harry Potter, Rony Weasley, Hermione Granger, Ginny Weasley, Neville Longbottom e Luna Lovegood na sua luta contra os Comensais da Morte e a luta de Sirius Black e Harry Potter contra Bellatrix Lestrange e Lucio Malfoy.
- Voldemort vs. Dumbledore - É hora da batalha final. Lute contra Voldemort, controlando Dumbledore. Os feitiços de ambos são mais fortes e feitiços como Expelliarmus, Petrificus Totalus e Levicorpus são difíceis de defender. Diferente das outras batalhas, esta é mais duradoura e impossível de reconhecer quando está no fim, já que quando o jogar está perdendo a batalha, a tela escurece e a postura do mesmo fica diferente.

A versão para Wii usará do sensor de movimento do Wii Remote, balançando-o como uma varinha, e cada movimento diferente refere a um feitiço.

## Feitiços
Feitiços de Não-Combate:
- Wingardium Leviosa

Usado para levantar e mover um objeto.
- Accio

Usado para atrair um objeto até você.
- Depulso

Usado para empurrar um objeto para longe de você.
- Reparo

Usado para consertar um objeto partido.
- Reducto

Usado para esmagar um objeto.
- Incêndio

Usado para incendiar em um objeto.
Feitiços de Combate:
- Estupidificar

Usado para atordoar um adversário.
- Rictusempra

Feitiço das cócegas, serve para usar contra objetos animados.
- Expelliarmus

Usado para desarmar um adversário.
- Protego

Usado para anular feitiços lançados sobre você.
- Levicorpus

Usado para levitar um adversário momentaneamente.
- Petrificus Totalus

Usado para paralisar um adversário.
Feitiços Cruciais:
- Crúcio* - Não é possível usar em batalhas.

Usado para fazer um ser vivo sofrer de dor
Descrições retiradas diretamente do manual do jogo Harry Potter e a Ordem da Fênix (PC).

## Armada de Dumbledore
Já que a Umbridge não permite que os alunos pratiquem nenhum feitiço de Defesa Contra as Artes das Trevas, Hermione convence Harry a assumir a questão. Harry e um pequeno grupo chamado Armada de Dumbledore se encontram secretamente na Sala Precisa. Os feitiços que eles aprendem vão preparar os jovens bruxos para seus N.O.M.s e para um confronto com Voldemort e seus Comensais da Morte.mas depois,umbridge usa o feitiço 'bombarda máxima' e destrói a sala.
Retirado diretamente do manual do jogo Harry Potter e a Ordem da Fênix (PC).

## Castelo
O castelo de Hogwarts está bem diferente. Existem passagens secretas com suas senhas.
Minigames incluem jogos de Xadrez de Bruxos, Pedras Cuspideiras, parecidas com bolinhas de gude, e um jogo da memória.
Você pode encontrar pacotes dos gêmeos Weasley espalhados por todos os cantos, deve montar quadros para descobrir fantasmas, consertar vasos, arrumar armaduras, acender tochas para assim desbloquear várias recompensas.

## Mapa do Maroto
O Mapa do Maroto (Brasil) ou Mapa do Salteador está um pouco diferente do da versão de "Harry Potter e o Prisioneiro de Azkaban". Os desenhos estão em perspectiva e são mais bonitos, além do mapa ter mais funções. Toda a Hogwarts pode ser vista, e existe uma parte em que se diz a porcentagem dos locais que você conhece na escola (incluindo segredos). Também há uma opção em que pegadas aparecem no chão lhe indicando por onde ir para encontrar um local ou personagem, assim que você começar a seguí-las.

## Versão portátil
As versões de GBA, Nintendo DS e PSP serão diferentes das versões de consoles de mesa,já que a possibilidade gráfica dos consoles são menores.

## Recepção
O jogo em si recebeu críticas em sua maioria positivas, dos críticos.
- Metacritic 69/100[3]
- ONM (Wii): 88%
- GameTrailers.com (PS3): 8.0
- 1UP.com (Wii): 8.0
- X-Play (PS3, Wii, Xbox 360): 4 out of 5
- IGN (Wii): 7.8
- IGN (Xbox 360): 7.6[4]
- IGN (PS3): 7.6[5]
- IGN (PC): 7.3
- IGN (PS2): 7.0[6]
- IGN (DS): 6.0
- Gamestyle (Wii) : 6.0[7]
- PSM3 (PS2): 56%
- PSM3 (PS3): 55%
- GameSpot (todas as versões): 5.0
- Gamestyle (Xbox 360): 4.0[8]
- The Wiire(Wii): C+. The Wiire premiou o jogo com os prêmios "Family Friendly (Amigável com a Família)" e "Ease of Use (fácil de usar)".
- Game Revolution: C-
- Nintendo Power: 8/10
- Game Informer: 6.5/10
- NGamer (Wii): 60%
- NGamer (DS): 55%

Daniel Wilkis, do Hyper, louva o jogo e seus "grandes visuais, a Wii-varinha e a exploração dentro do jogo". No entanto, ele critica o jogo por suas "missões repetitivas e pobres pontos de interesse".